# Halštatské jezero
Halštatské jezero (německy Hallstätter See) je jezero v oblasti Solné komory (německy Salzkammergut), v Horním Rakousku (Rakousko). Rozloha jezera činí přibližně 13,5 km². Je 5,9 km dlouhé a 2,3 km široké. Jeho maximální hloubka je 125 m. Objem vody činí 0,558 km³. Leží v nadmořské výšce 508 m.

## Vodní režim
Přes jezero protéká řeka Traun.

## Využití
Jeho okolí je populárním cílem pro turisty, především pro fanoušky potápění. Na břehu leží město Hallstatt.